# Massimo Corvo
Massimo Corvo (Roma, 9 luglio 1959) è un attore, doppiatore, direttore del doppiaggio e dialoghista italiano.
Oltre che per alcune interpretazioni in televisione, è noto per la sua attività di doppiatore, avendo dato la voce italiana a diversi attori di Hollywood (tra questi spiccano Sylvester Stallone e Vin Diesel) e anche a svariati personaggi dei cartoni animati e film d'animazione molti dei quali in produzioni Disney.

## Carriera
La sua carriera d'attore cominciò da bambino, quando apparve in alcuni caroselli e, notato da registi quali Federico Fellini e Marco Ferreri, ebbe anche piccole esperienze cinematografiche. In seguito iniziò a recitare a teatro, ambito in cui la prima esperienza importante fu nella Maria Stuarda di Franco Zeffirelli.
Ha recitato in film come Ti spiace se bacio mamma? e Uomini & donne, amori & bugie e interpretato personaggi di produzioni televisive come Thomas Simeoni nella serie Il capitano, Don Eugenio in Butta la luna e il giudice Goffredo Pulvirenti in Squadra antimafia - Palermo oggi.
È la voce italiana ricorrente di Laurence Fishburne, Jean Reno, Vin Diesel e Sylvester Stallone, del quale è divenuto il doppiatore ufficiale dopo la morte di Ferruccio Amendola, ha inoltre doppiato in diverse interpretazioni gli attori Forest Whitaker, Sean Bean, Samuel L. Jackson, Robbie Coltrane, Bruce Willis, Jeff Bridges e Benicio Del Toro, oltre ad Harvey Keitel ne Le iene, ad Al Pacino in Sfida senza regole e a Daniel Day-Lewis ne L'ultimo dei Mohicani.
Nel campo dell'animazione ha dato voce a vari personaggi dei cartoni Disney, tra i quali la Bestia, Jafar, Pietro Gambadilegno (dal 1993 al 2010, successivamente da Angelo Nicotra dal 2011 al 2021), Uffa, Shan Yu in Mulan e Bruton in Dinosauri, nonché a Marco Pagot in Porco Rosso di Hayao Miyazaki e a Ruber ne La spada magica - Alla ricerca di Camelot; nella serie de I Simpson è stato inoltre la voce di Seymour Skinner dalla quinta all'ottava stagione e di Telespalla Bob nelle prime due stagioni.
È direttore del doppiaggio di serie a cartoni animati come Ricreazione, Mike, Lu & Og e Le nuove avventure di Capitan Planet.
È la voce fuori campo dei servizi del programma Report di Rai 3 ed è stato l'annunciatore del canale satellitare Fox Crime dal 2005 alla chiusura, oltre che di numerosi trailer cinematografici e di alcune pubblicità televisive.

## Filmografia

### Cinema
- Otto e mezzo, regia di Federico Fellini (1963)[2]
- Il gioco, regia di Claudia Florio (1999)
- La vera madre, regia di Gianfranco Albano (1999)[5]
- Ti spiace se bacio mamma?, regia di Alessandro Benvenuti (2003)
- Uomini & donne, amori & bugie, regia di Eleonora Giorgi (2003)
- A luci spente, regia di Maurizio Ponzi (2004)[6]
- A.N.I.M.A., regia di Pino Ammendola e Rosario Montesanti (2019)

### Televisione
- Cuori rubati – serial TV, 13 puntate (2002-2003)
- Distretto di Polizia – serie TV, episodio 4x08 (2003)
- Il maresciallo Rocca – serie TV, episodio 5x02 (2005)
- Il mondo è meraviglioso, regia di Vittorio Sindoni – film TV (2005)
- Il capitano – serie TV (2005, 2007)[7]
- Butta la luna – serie TV (2006, 2009)
- Carabinieri – serie TV, ep. 6x25 (2006)
- Il peccato e la vergogna – serie TV (2010)
- Cugino & cugino – serie TV (2011)[8]
- La mia casa è piena di specchi, regia di Vittorio Sindoni – miniserie TV (2010)
- La ragazza americana, regia di Vittorio Sindoni – film TV (2011)
- Squadra antimafia - Palermo oggi – serie TV (2011-2014)
- Super Italian Family - web-serie (2016)
- Il bello delle donne... alcuni anni dopo – serie TV, quarta puntata (2017)

## Teatro
- Maria Stuarda di Friedrich Schiller, regia di Franco Zeffirelli (1983-1985)
- Le pillole d'Ercole di Charles Maurice Hennequin e Paul Bilhaud, regia di Antonio Ferrante. Teatro delle Muse di Roma (1990),[9] replicato con la regia di Stefano Mondini e le musiche di Fabio Frizzi (2013-2015)[10][11]
- Fitzgerald: un sogno americano, testo e regia di Riccardo Cavallo (1997)
- La pensione Silla di Massimo Corvo, regia di Francesca Draghetti (2006, 2018-2019)
- Coppie in multiproprietà, testo e regia di Pino Ammendola. Teatro Ghione di Roma (2010)[12]
- I tre moschettieri, scritto e diretto da Pino Ammendola. Teatro Ghione di Roma (2011)[13]
- Fannulloni, scritto e diretto da Gabriele e Rosario Galli  (2013)[14]
- La belva e la bestia di Massimo Corvo in collaborazione con Daniele Esposito e Gabriele Galli, regia di Daniele Esposito (2014-2015)[15][16]
- A Natale divento gay, testo e regia di Pino Ammendola (2014-2017)
- ...manco fossi Laura Chiatti, testo e regia di Danila Stalteri e Gioia Vicari (2017)[17]
- Sex & equiVOCI, regia di Massimo Corvo, Teatro Testaccio di Roma (2017)[18]
- Una cassaforte a prova di strizzacervelli di Pino Ammendola e Massimo Corvo, regia di Pino Ammendola (2024)[19]

## Radio
- La principessa Olga (radiodramma di Radio 2, 1994)
- Sherlock Holmes: Uno studio in rosso (sceneggiato, 1999)

## Doppiaggio

### Film
- Sylvester Stallone in Driven, D-Tox, Avenging Angelo, Missione 3D - Game Over, Shade - Carta vincente, Rocky Balboa, John Rambo, I mercenari - The Expendables, Cliffhanger - L'ultima sfida (ridoppiaggio), I mercenari 2, Jimmy Bobo - Bullet to the Head, Escape Plan - Fuga dall'inferno, Il grande match, I mercenari 3, Creed - Nato per combattere, Guardiani della Galassia Vol. 2, Escape Plan 2 - Ritorno all'inferno, Creed II, Escape Plan 3 - L'ultima sfida, Rambo: Last Blood, Samaritan, Guardiani della Galassia Vol. 3, I mercenari 4 - Expendables, Armor
- Laurence Fishburne in King of New York, Uomini al passo, Othello, Inseguiti, Punto di non ritorno, Hoodlum, Matrix, Osmosis Jones, Matrix Reloaded, Mystic River, Matrix Revolutions, Five Fingers - Gioco mortale, TMNT, I Fantastici 4 e Silver Surfer, Tortured, Predators, Contagion, L'uomo d'acciaio, Poliziotto in prova, Batman v Superman: Dawn of Justice, Passengers, John Wick - Capitolo 2, Ant-Man and the Wasp, Il corriere - The Mule, John Wick 3 - Parabellum, L'accademia del bene e del male, John Wick 4, Megalopolis, Operazione vendetta
- Jean Reno in Le Grand Bleu, Léon, Un amore di strega, Wasabi, L'ultimo guerriero, Jet Lag, Sta' zitto... non rompere, I fiumi di porpora 2 - Gli angeli dell'Apocalisse, Il bandito corso, L'impero dei lupi, La Pantera Rosa, Giovani aquile, Ca$h - Fate il vostro gioco, La legge del crimine, La Pantera Rosa 2, L'immortale, Margaret, Chef, Alex Cross - La memoria del killer, Hector e la ricerca della felicità, Un'estate in Provenza, Abel - Il figlio del vento, I visitatori 3 - Liberté, egalité, fraternité, Ladre per caso, Da 5 Bloods - Come fratelli, Rogue City, Lift, Lupi mannari
- Vin Diesel in Pitch Black, Fast and Furious, The Chronicles of Riddick, Missione tata, The Fast and the Furious: Tokyo Drift, Babyblon A.D., Fast & Furious - Solo parti originali, Fast & Furious 5, Fast & Furious 6, Riddick, Fast & Furious 7, The Last Witch Hunter - L'ultimo cacciatore di streghe, Fast & Furious 8, Bloodshot, Fast & Furious 9 - The Fast Saga, Guardiani della Galassia,[20] Guardiani della Galassia Vol. 2,[21] Avengers: Infinity War,[22] Avengers: Endgame[23] Thor: Love and Thunder, Guardiani della Galassia Vol. 3, Fast X
- Forest Whitaker in Il colore dei soldi, Sorveglianza... speciale, Diario di un killer, Last Light - Storia di un condannato a morte, Smoke, Ghost Dog - Il codice del samurai, Una voce per gridare, Battaglia per la Terra, The Dragon, Mary, American Gun, Messenger, Even Money, Ripple Effect, Matrimonio in famiglia, Catch .44, Freelancers, The Last Stand - L'ultima sfida, Arrival
- Sean Bean in Il Signore degli Anelli - La Compagnia dell'Anello, Il Signore degli Anelli - Le due torri[24], Il mistero dei Templari - National Treasure, Flightplan - Mistero in volo, Percy Jackson e gli dei dell'Olimpo - Il ladro di fulmini, Biancaneve, Jupiter - Il destino dell'universo, Pixels, Sopravvissuto - The Martian
- Samuel L. Jackson in Il bacio della morte, Codice omicidio 187, La baia di Eva, Crime Shades, Snakes on a Plane, Django Unchained, Oldboy, Un ragionevole dubbio, RoboCop, The Legend of Tarzan, Kong: Skull Island
- Jeff Bridges in Blown Away - Follia esplosiva, Arlington Road - L'inganno, Scene da un crimine, K-PAX - Da un altro mondo, Masked and Anonymous, Iron Man, Il settimo figlio, 7 sconosciuti a El Royale
- Benicio del Toro in Fratelli, 21 grammi, Sin City, Le belve, Jimmy P., Vizio di forma, Sicario, Soldado
- Bruce Willis in Vietnam - Verità da dimenticare, Il quinto elemento, Sotto corte marziale, L'ultima alba, Hostage, Fast Food Nation
- Robbie Coltrane ne Le avventure di Huck Finn, Il mondo non basta, La vera storia di Jack lo squartatore - From Hell, Grandi speranze
- Andre Braugher in City of Angels - La città degli angeli, Live! - Ascolti record al primo colpo, Passengers - Mistero ad alta quota, The Baytown Outlaws - I fuorilegge
- Tom Berenger in Betrayed - Tradita, Major League - La rivincita, L'ora della violenza, Analisi di un delitto
- Andy Serkis in Apes Revolution - Il pianeta delle scimmie, Star Wars - Il risveglio della Forza, The War - Il pianeta delle scimmie, Star Wars - Gli ultimi Jedi, Star Wars - L'ascesa di Skywalker
- Aidan Quinn in Playboys, Occhi nelle tenebre, L'ora della verità, Across the Line
- John Goodman ne I rubacchiotti, Un corpo da reato, Un'impresa da Dio, Speed Racer
- Kurt Russell in Finché dura siamo a galla, The Art of the Steal - L'arte del furto, Qualcuno salvi il Natale, Qualcuno salvi il Natale 2
- Ray Winstone in Criminali per caso, Ritorno a Cold Mountain, King Arthur, Tutti pazzi per l'oro
- Ray Liotta in Abuso di potere, Articolo 99, In the Name of the King, Stretch - Guida o muori
- Jeffrey Wright in Alì, Broken Flowers, Il cardellino, The Batman
- Patrick Bergin in A letto con il nemico, Sola con l'assassino, Avik e Albertine
- Tom Sizemore in Assassini nati - Natural Born Killers, Strange Days, Relic - L'evoluzione del terrore
- Michael Madsen in Specie mortale, Species II, BloodRayne
- Steven Seagal in Programmato per uccidere, The Foreigner - Lo straniero, The Enemy
- Jeff Goldblum in Nine Months - Imprevisti d'amore, Independence Day, Independence Day - Rigenerazione
- Michael Clarke Duncan in Planet of the Apes - Il pianeta delle scimmie, The Island, Cross
- Peter Mullan in Session 9, Harry Potter e i Doni della Morte - Parte 1, Tirannosauro
- Gary Busey in L'intruso, Predator 2, Omicidio nel vuoto
- Jim Varney in Ernesto guai in campeggio, Ernesto salva il Natale, Ernesto e una spaventosa eredità
- Dolph Lundgren in Resa dei conti a Little Tokyo, Icarus
- John Candy in Un biglietto in due, Tutto può accadere
- James Gandolfini in Prove apparenti, A Civil Action
- Mario Van Peebles in Posse - La leggenda di Jessie Lee, Highlander III
- David Morse in Ore disperate, Bait - L'esca
- Christopher McDonald in La moglie di un uomo ricco, Superhero - Il più dotato fra i supereroi
- Craig T. Nelson in L'avvocato del diavolo, Sesso & potere
- Kevin Spacey in L.A. Confidential, Bugie, baci, bambole & bastardi
- Geoffrey Rush in Oscar e Lucinda, Il mistero della casa sulla collina
- George Clooney in Batman & Robin, The Flash
- Mark Addy in The Time Machine, La setta dei dannati
- Ernie Hudson in La mano sulla culla, Miss F.B.I. - Infiltrata speciale
- Ted Levine in Mad City - Assalto alla notizia, Jurassic World - Il regno distrutto
- Michael Rooker in Henry - Pioggia di sangue, La luce del giorno
- Joe Mantegna in Queen, Sognando Manhattan
- Grand L. Bush in Arma letale 2, L'esorcista III
- Willem Dafoe in Speed 2 - Senza limiti, Nymphomaniac
- Michael Wincott in 1492 - La conquista del paradiso, Dead Man
- Cedric the Entertainer in Be Cool, The Honeymooners
- Lluís Homar in La mala educación, Gli abbracci spezzati
- J.T. Walsh in Tequila Connection, Rosso d'autunno
- Ving Rhames in Con Air, Death Race: Inferno
- Kevin Dunn in Transformers - La vendetta del caduto, Transformers 3
- Morris Chestnut in The Best Man, The Best Man Holiday
- Tony Todd in Candyman - Terrore dietro lo specchio, L'inferno nello specchio (Candyman 2)
- Beau Bridges in Jerry Maguire, Il piccolo grande mago dei videogames (ridoppiaggio)
- Patrick Stewart in Ted, Ted 2
- Ralph Ineson ne Il signore del disordine, I Fantastici Quattro - Gli inizi
- Glenn Shadix in Beetlejuice - Spiritello porcello
- Peter Jason in Aracnofobia
- Dan Hedaya ne La famiglia Addams
- Laurie Faso in  Tartarughe Ninja II - Il segreto di Ooze
- Nick Brimble in Robin Hood - Principe dei ladri
- Harvey Keitel ne Le iene
- Daniel Day-Lewis ne L'ultimo dei Mohicani
- Robert Davi ne Il figlio della Pantera Rosa
- Jeff Daniels in Speed
- John Larroquette in Richie Rich - Il più ricco del mondo
- Walt MacPherson in La signora ammazzatutti
- Daniel Auteuil in La Regina Margot
- Armand Assante in Striptease
- Michael Jordan in Space Jam
- Tim Matheson ne Mike l'acchiappavoti
- Jonathan Hyde in Titanic
- Ron Perlman in Alien - La clonazione
- Tommy Lee Jones in Vulcano - Los Angeles 1997
- William H. Macy in Giù le mani dal mio periscopio, Welcome to Collinwood
- Martin Clunes in Shakespeare in Love
- Russell Crowe in Insider - Dietro la verità
- Michael Mulheren ne La maledizione dello scorpione di giada
- Steven Grives in Scooby-Doo
- Tommy Lister in Little Nicky - Un diavolo a Manhattan
- Robert Englund in Freddy vs. Jason
- Bernard Le Coq ne Il fiore del male
- Steve Harris in Un ciclone in casa
- Jeremy Irons in Il mercante di Venezia
- Iain Glen in Le crociate - Kingdom of Heaven
- Yorick van Wageningen in Beyond Borders - Amore senza confini
- Bob Hoskins in The Mask 2
- Evan Parke in King Kong
- Jared Harris in Operazione U.N.C.L.E.
- Reg E. Cathey in La frode
- Mike Elliot in Billy Elliot
- Liam Neeson in Nell
- John Kavanagh in Alexander
- Clancy Brown in Hurricane - Il grido dell'innocenza
- Mykelti Williamson in The Assassination
- Moussa Maaskri in Due fratelli
- Anthony Bishop in Black Sails
- J. K. Simmons in Juno
- Al Pacino in Sfida senza regole
- Gerard Butler in Gamer
- Steve Coogan in Una notte al museo 2 - La fuga
- Jim Carter in La bussola d'oro
- Blu Mankuma in Upside Down
- Frankie Faison in Gioco a due
- Peter Coyote in I passi dell'amore - A Walk to Remember
- David Zayas in The Interpreter
- Keith David in Cloud Atlas
- Amitabh Bachchan in Il grande Gatsby
- Doug Jones in I Fantastici 4 e Silver Surfer
- Wendell Pierce in Superman

### Film d'animazione
- Uffa ne Le avventure di Winnie the Pooh, Winnie the Pooh alla ricerca di Christopher Robin, Winnie the Pooh: Tempo di regali, T come Tigro... e tutti gli amici di Winnie the Pooh, Il compleanno di Ih-Oh, Pimpi, piccolo grande eroe, Winnie the Pooh - Nuove avventure nel Bosco dei 100 Acri, Ritorno al Bosco dei 100 Acri
- Gendō Ikari in Neon Genesis Evangelion: Death & Rebirth, Neon Genesis Evangelion: The End of Evangelion, Evangelion: 1.0 You Are (Not) Alone, Evangelion: 2.0 You Can (Not) Advance, Evangelion: 3.0 You Can (Not) Redo, Evangelion: 3.0+1.0 Thrice Upon a Time
- Bestia ne La bella e la bestia, La bella e la bestia - Un magico Natale, Il mondo incantato di Belle, Il bianco Natale di Topolino - È festa in casa Disney
- Jafar in Aladdin, Il ritorno di Jafar, Il bianco Natale di Topolino - È festa in casa Disney, Topolino & i cattivi Disney
- Pietro Gambadilegno in In viaggio con Pippo, Topolino e la magia del Natale, Estremamente Pippo, Topolino, Paperino, Pippo: I tre moschettieri
- Bombo in Alla ricerca di Nemo, Alla ricerca di Dory
- Lucius Best/Siberius ne Gli Incredibili - Una "normale" famiglia di supereroi, Gli Incredibili 2
- Dottor Kenzo Kabuto ne Il Grande Mazinga contro Getta Robot
- Steele in Balto
- Ruber ne La spada magica - Alla ricerca di Camelot
- Obelix in Asterix conquista l'America
- Shan-Yu in Mulan
- Undertow ne La sirenetta II - Ritorno agli abissi
- Bruton in Dinosauri
- Kogo in Tarzan 2
- Re Oberon in Una magica notte d'estate
- Lupo cattivo in Cappuccetto Rosso e gli insoliti sospetti
- Stan Beals in Ant Bully - Una vita da formica
- Adone in Happy Feet
- Ben in Barnyard - Il cortile
- Fujimoto in Ponyo sulla scogliera
- Marco Pagot in Porco Rosso
- Giudice Orso in Ernest & Celestine
- Chirone in Gladiatori di Roma
- Signor Burgemeister in Frankenweenie
- Il corvo in Pinocchio (2012)
- Drago Bludvist in Dragon Trainer 2
- Xibalba ne Il libro della vita
- Little John in Tom & Jerry e Robin Hood[25]
- Butch ne Il viaggio di Arlo
- Victor Von Ion in Ratchet & Clank
- Guardia Thug 3 in Basil l'investigatopo
- Thrax in Osmosis Jones
- Ruggiti del Dentiaguzzi in Alla ricerca della Valle Incantata
- Re Malbert in Igor - Mondo il Fuga
- Fido in Lilli e il vagabondo
- Dottor Frankenollie in Topolino e il cervello in fuga
- I pirati in Ritorno all'Isola che non c'è
- Milton il gatto in Plutopia
- Massimo Marcovaldo in Luca
- Alpha Trion in Transformers One

### Serie televisive
- Laurence Fishburne in CSI - Scena del crimine, CSI: Miami, CSI: NY, Hannibal, Radici, Black-ish
- Sean Bean in The Lost Future, Il Trono di Spade, Missing, Legends
- Eamonn Walker in Chicago Fire, Chicago P.D., Chicago Med, Chicago Justice
- Jean Reno in Jo, Chiami il mio agente!, Che fine ha fatto Sara?
- Clancy Brown in Progetto Eden, Carnivàle, Lost
- Chi McBride in Dr. House - Medical Division, Golden Boy
- Michael Clarke Duncan in Bones, Il risolutore
- Sylvester Stallone in Tulsa King, The Family Stallone
- Forest Whitaker in Last Light - Storia di un condannato a morte, The Shield
- Michael Chiklis in Gotham
- Andre Braugher in Last Resort
- James Eckhouse in Beverly Hills 90210
- Powers Boothe in 24
- Wade Williams in Prison Break
- Mark Boone Junior in Sons of Anarchy
- Henry Winkler in Law & Order - Unità vittime speciali
- Rick Worthy in The Magicians
- John Hurt in Merlin
- Alon Abutbul in Snowfall
- Benicio Del Toro in Escape At Dannemora

### Serie animate
- Pietro Gambadilegno in Ecco Pippo!, Mickey Mouse Works, House of Mouse - Il Topoclub, La casa di Topolino (stagioni 1-2)
- Uffa ne Le nuove avventure di Winnie the Pooh e Il libro di Pooh
- Jafar in Aladdin, House of Mouse - Il Topoclub
- Assassino in A tutto reality - L'isola e A tutto reality - All-Stars
- Telespalla Bob (ep. 1.12), Seymour Skinner (ep. 5.5, st. 8, ep. 9.4-5 e 9.9), Fred Flintstone e Roscoe ne I Simpson[26]
- Pico Bass (1ª voce), Burger Bass (2ª voce), Tonty e Gennarino in DuckTales - Avventure di paperi
- Signor Hubert, Fluffy e uomo alla TV in Arriva Garfield, speciale televisivo su Garfield[27]
- Bestia e nonna di Pietro in House of Mouse - Il Topoclub
- Sir Tuxford ne I Gummi (st. 1-4)
- Dolmek in Cutey Honey - La combattente dell'amore
- Negaduck (ep. 46) in Darkwing Duck
- Muktar in Aladdin
- Tony Stark/Iron Man in Iron Man (2ª stagione)
- Ralph in Timon e Pumbaa
- Insegnante in Ricreazione
- Goat in Mike, Lu & Og
- Gendo Ikari in Neon Genesis Evangelion (1ª edizione)
- Imhotep ne La mummia
- Joe Giovedì in Frog
- Skeleton King in Super Robot Monkey Team Hyperforce Go!
- Knut (4ª voce) in Winx Club
- Reginald Manderbelt in Crash Canyon
- Groot in Guardiani della Galassia, Marvel Super Hero Adventures
- Gemelli Mauler in Invincible
- Bular in Trollhunters - I racconti di Arcadia
- Sindaco di Milano in Adrian
- Beyonder in Moon Girl e Devil Dinosaur

### Videogiochi
- Jafar in Aladdin: La vendetta di Nasira (2000)[28]
- Bombo in Alla ricerca di Nemo (2003)[29]
- Lucius Best/Siberius ne Gli Incredibili - Quando il pericolo chiama (2004),[30] Gli Incredibili: L'Ascesa del Minatore (2005),[31] e Gli Incredibili - Una normale famiglia di supereroi (2005)[32]
- Joshua Graham in Fallout: New Vegas (Honest Hearts) (2010)
- Bestia in Disneyland Adventures (2011)[33]
- Doomfist in Overwatch (2016),[34] Overwatch 2 (2022)[35]
- Leader Supremo Snoke in LEGO Star Wars: Il risveglio della Forza (2016)[36]
- John Rambo in Call of Duty: Black Ops - Cold War (2020)[37]

## Riconoscimenti
- 1993 – Nastro d'argento
  - Per il doppiaggio della bestia ne La bella e la bestia e di Harvey Keitel ne Le iene.
- 1995 – Leggio d'oro[38]
  - Per il doppiaggio della bestia ne La bella e la bestia.